# Kvinnliga akademikers förening

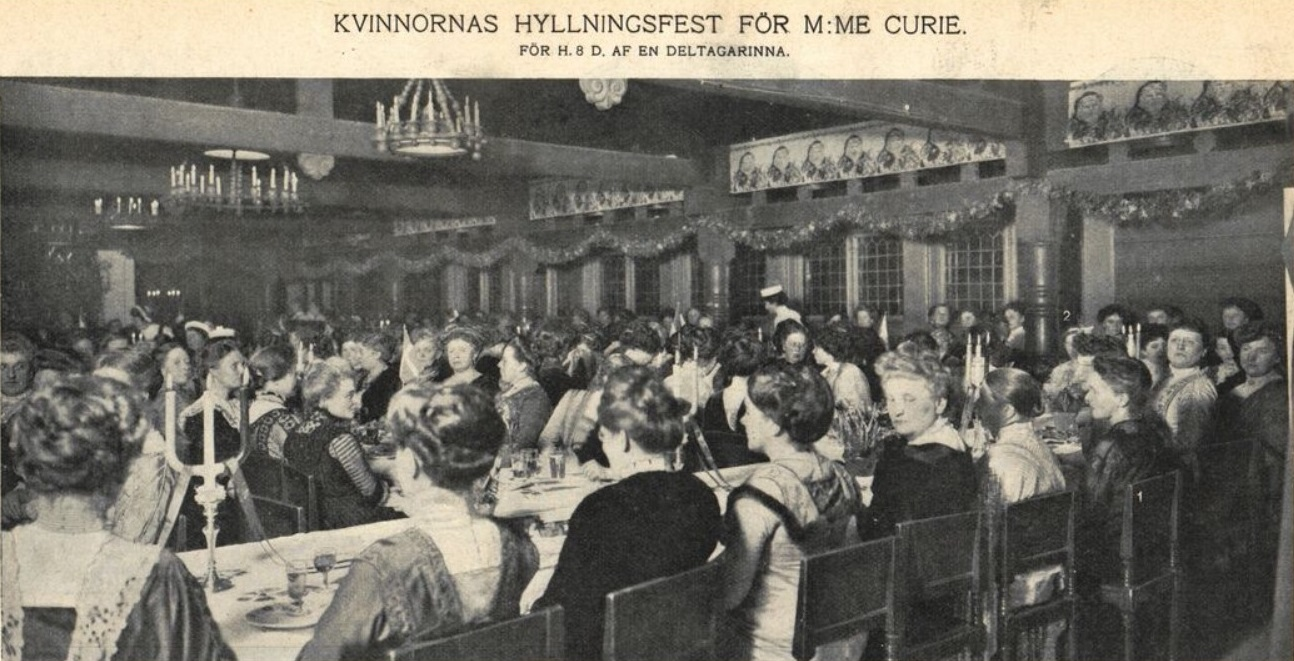
Akademiskt bildade kvinnors förening (ABKF) under en hyllningsfest till Marie Curie i Stockholm den 14 december 1911.

Kvinnliga akademikers förening (KAF) är en svensk ideell förening som grundades 1904 under namnet Akademiskt bildade kvinnors förening (ABKF). Medlemmarna är kvinnor som har avlagt akademisk grundexamen. Föreningen ingår sedan 1922 i International Federation of University Women (IFUW).
Föreningen grundades i mars 1904 för att ge kvinnor med akademisk bildning samma rättigheter som män med samma kompetens, bland annat pension och tillträde till vissa statliga tjänster, vilket resulterade i grundlagsändringar 1909 och 1921. En viktig milstolpe var när Behörighetslagen trädde i kraft 1925. Initiativtagare till föreningen var Anna Ahlström. Föreningens första ordförande var Elsa Eschelsson, som 1910 efterträddes av Karolina Widerström. Föreningen hade 270 medlemmar 1921. Det nuvarande namnet antogs 1947.
År 1920 anslöt sig föreningen till The International Federation of University Women (Graduate Women International (GWI) från 2015), och 1921 bildades inom föreningen en kommitté för det internationella samarbetet. Senaste internationella kongressen hölls i Stockholm augusti 1939.